# 苏联新闻局
苏联新闻局（俄语：Советское информационное бюро）是苏联最高级别的新闻机构，该机构成立于1941年，直属苏联人民委员会和苏联共产党中央委员会。1961年，在苏联新闻社基础上创建了“新闻出版社”。1991年，新闻出版社被俄罗斯新闻社取代。

## 历届社长

### 苏联新闻社（1941-1961）
- 亚历山大·谢尔巴科夫（1941年至1945年）
- 所罗门·罗索夫斯基（1945年至1947年）
- 鲍里斯·波诺马廖夫（1947年至1961年）

### 新闻出版社（1961-1990）
- 鲍里斯·布尔科夫（Boris Burkov, 1961年至1970年）
- 伊万·乌达利措夫（Ivan Udaltsov, 1970年至1975年）
- 列夫·托尔库诺夫（1975年至1983年）
- 帕维尔·瑙莫夫（Pavel Naumov, 1983年至1986年）
- 瓦连京·法林（1986年至1988年）
- 阿尔伯特·弗拉索夫（Albert Vlasov, 1988年至1990年）

## 知名主播
- 尤里·列维坦